# 東武鉄道のダイヤ改正
東武鉄道のダイヤ改正（とうぶてつどうのダイヤかいせい）では、東武鉄道（東武）の鉄道線において実施された歴代のダイヤ改正について東武本線(伊勢崎線、日光線を軸とする路線)・野田線系統と東上線系統とに分けて述べる。

## 本線・野田線系統のダイヤ改正の変遷

### 1960年代

#### 1962年5月31日
営団日比谷線との相互直通運転開始に伴うダイヤ改正。
- 営団日比谷線との相互直通運転を開始し、 人形町～北越谷間で運行が開始された[1]。
- 直通列車は4両編成で、通勤ラッシュ時には12分間隔で、昼間時には15分間隔で運行されていた[2]。

#### 1962年9月22日
- 特急のスピードアップ(浅草～東武日光間が106分に短縮) [1]。

#### 1963年2月28日
- 日比谷線の延伸開業により、相互直通運転区間を東銀座までに延長 [1]。

#### 1963年9月21日
- 日光線(板荷～下小代間)を複線化 [3]。

#### 1964年5月31日
- 6000系電車による快速運転を開始 [4]。

#### 1964年8月26日
営団日比谷線の全線開通に伴うダイヤ改正。
- 日比谷線直通列車を増発し、朝ラッシュ時の運転間隔が12分間隔から9分間隔に、日中時の運転間隔が15分間隔から12分間隔に、変更された[5]。

#### 1965年6月7日
- 日光線の快速を増発し、上下23本での運行となった[6]。

#### 1965年9月18日
- 竹ノ塚始発の列車を増発[6]。

#### 1966年9月1日
- 北春日部駅が開業し、日比谷線直通列車が北春日部までに延長された[6]。

#### 1968年7月1日
- 七光台駅及び七光台電車区の新設[7]。

#### 1969年8月1日
- 西新井駅は橋上駅とした[8]。

### 1970年代

#### 1970年11月24日
- 急行「りょうもう」の運転本数が9往復から11往復に増発[9]。
- 日比谷線直通列車を2本増発 [10]。

#### 1973年7月24日
日光線の全線複線化に伴うダイヤ改正。
- 急行「りょうもう」の運転本数が毎時16往復に増発[9]。
- 日光線で特急が18往復に増発ｓ、快速も増発[11]。

#### 1974年7月23日
北千住～竹ノ塚間の複々線化に伴うダイヤ改正。
- 新越谷駅の新設[12]。
- 特急のスピードアップを実施し、浅草～東武日光間で101分に短縮 [10]。
- 午前ラッシュ時に準急１本と普通3本増発[13]。

#### 1976年7月20日
- 曳舟駅の亀戸線ホームを移設 [14]。

#### 1977年8月2日
- 初の冷房車(8000系)が導入された [15]。

#### 1978年11月14日
- 野田線(初石～柏間)が複線化 [15]。

#### 1979年10月31日
- 野田線で一部の列車を6両編成化 [16]。

### 1980年代

#### 1980年8月5日
本線系統でのダイヤ改正。

#### 1981年3月16日
- 杉戸駅を東武動物公園駅に改称[18]。
- 日比谷線直通列車を東武動物公園までに延長[19]。

#### 1982年7月27日
- 一部の列車を8両編成化 [20]。

#### 1983年7月21日
- 野田線(新柏～増尾間)の複線化と新柏駅の新設 [21]。

#### 1984年8月21日
- 東武動物公園以北の運転速度アップ[22]。

#### 1984年11月27日
野田線でのダイヤ改正
- 輸送力の増強と一部の最終列車の繰り下げ[22]。

#### 1985年9月1日
- 松原団地～幸手間において、最終列車の繰り下げ[22]。
- 急行「りょうもう」のスピードアップ[22]。

#### 1985年11月19日
野田線でのダイヤ改正。
- 昼間時と夕方時における列車の増発[22]。
- 全列車を6両編成化[22]。

#### 1986年8月26日
- 準急の一部を10両編成化[23]。
- 準急の増発[23]。
- 日光線に杉戸高野台駅と南栗橋駅の新設 [23]。

#### 1986年10月9日
- 野岩鉄道会津鬼怒川線との相互直通運転開始[24]。

#### 1987年7月21日
- 全ての特急が下今市に停車 [25]。

#### 1987年12月1日
- 伊勢崎線高架複々線化工事の進捗に伴うダイヤ改正[26]。

#### 1988年8月9日
竹ノ塚～草加間の高架複々線化完成に伴うダイヤ改正。
- 日光線の上り準急4本を10両編成化[27]。
- 上りの準急1本増発し、午前ラッシュ時に竹ノ塚～浅草間の上りの普通列車4本を草加に延長 [28]。
- 準急の運転間隔を15分間隔から10分間隔に変更[28]。
- 浅草～宇都宮間の急行「しもつけ」の新設 [29]。

#### 1989年4月21日
野田線でのダイヤ改正。
- 六実～新鎌ヶ谷信号所間を複線化 [30]。

#### 1989年11月28日
- 浅草～会津高原間の快速を20分短縮 [30]。

### 1990年9月25日
- 館林からの準急の一部が10両編成化 [31]。
- 急行「りょうもう」上下1本と急行「しもつけ」上下1本にビジネスライナーを設定 [31]。

#### 1989年12月19日
野田線でのダイヤ改正。

#### 1991年7月21日
- 急行「きりふり」、急行「ゆのさと」、急行「南会津」をそれぞれ新設[32]。

#### 1991年11月26日
新柏～柏間の複線化に伴う野田線でのダイヤ改正。
- 朝ラッシュ時において、6本から9本に増発[33]。
- 3000系電車から5000系電車・8000系電車に置き換え、輸送力を増強[34]。
- 昼間時において、毎時4本での運転から毎時6本での運転に増発[34]。

#### 1991年12月9日
- 深夜時における準急2本増発と普通2本の運転区間の延長により、最終列車を繰り下げた[34]。

#### 1992年9月21日
伊勢崎線で利根川新橋梁完成により、羽生～川俣間の複線化に伴うダイヤ改正。
- 急行「りょうもう」1往復を増発[35]。
- スペーシアを時速120kmにスピードアップし、浅草～東武日光間は98分に短縮[35]。

#### 1992年12月1日
野田線でのダイヤ改正。
- 大型冷房車の導入[36]。

#### 1994年8月2日
本線系統でのダイヤ改正。

#### 1995年8月2日
野田線でのダイヤ改正。

#### 1997年3月25日
北千住駅の大改良工事完成と草加～越谷間の複々線化完成に伴うダイヤ改正。
- 下りの特急と急行が全て北千住に停車[39]。
- 朝ラッシュ時に北千住～越谷間の所要時間で、準急は25分から19分に短縮し、普通は32分から29分に短縮[39]。
- 準急が新越谷に停車[39]。
- 区間準急を新設[40]。

#### 1999年3月16日
- 特急「けごん」・「きぬ」の一部が春日部に停車[41]。
- 急行「りょうもう」が特急に昇格[41]。

### 2000年代

#### 2001年3月28日
伊勢崎線(越谷～北越谷間)の複々線化完成に伴うダイヤ改正。
- 特急「けごん」・「きぬ」の停車駅を新栃木から栃木に変更[42]。
- 特急「けごん」・「きぬ」の全列車が春日部、新高徳に停車[42]。

#### 2003年3月19日
営団地下鉄半蔵門線との相互直通運転開始に伴うダイヤ改正。
- 営団地下鉄半蔵門線、東急田園都市線との相互直通運転を開始し、日光線の南栗橋までの乗り入れとした[43]。
- 大師線、小泉線(西小泉・東小泉～太田間)でワンマン運転開始[43]。

#### 2005年3月1日
- 野岩鉄道・会津鉄道直通の快速「AIZUマウントエクスプレス」を運行開始[44]。

#### 2006年3月18日
- JR東日本との相互直通運転による特急「日光」、「きぬがわ」の運転開始[44]。
- 東京メトロ半蔵門線直通列車の運転区間を伊勢崎線の久喜までに拡大[44]。
- 残りの本線系統の有料急行を特急に昇格させる形で全廃された[44]。
- 東武伊勢崎線(太田～伊勢崎間)、佐野線、桐生線でワンマン運転開始[44]。

#### 2009年6月6日
- 早朝・夜間における特急の増発。
- 特急「りょうもう」の一部が久喜に停車。
- 朝ラッシュ時において、日比谷線直通列車、半蔵門線直通列車の増発。

### 2010年代

#### 2012年3月17日
- 業平橋駅をとうきょうスカイツリー駅に改称し、一部の特急が当駅に停車[45]。
- 伊勢崎線(浅草・押上～東武動物公園間)の路線愛称名を「東武スカイツリーライン」とした[45]。

#### 2013年3月16日
- とうきょうスカイツリー駅に停車する特急の本数の増加[46]。
- 日比谷線直通列車の運転区間を南栗橋までに拡大[46]。
- 伊勢崎線(館林～太田間)の列車の一部でワンマン運転開始[46]。

#### 2016年3月26日
- 野田線(春日部～大宮間)で急行運転開始[47]。

#### 2017年4月21日
- 500系電車「リバティ」が特急に導入され、野岩鉄道・会津鉄道にも乗り入れた[48]。
- 特急「スカイツリーライナー」、「アーバンパークライナー」を新設[48]。
- 特急「りょうもう」のすべての列車が久喜に停車[48]。
- 全ての特急がとうきょうスカイツリーに停車[48]。
- 浅草発着の日光線・鬼怒川線直通の快速・区間快速を廃止し、南栗橋～東武日光・新藤原間の急行・区間急行を新設した[48]。

### 2020年代

#### 2020年3月14日
野田線でダイヤ改正を実施。
- 野田線全線で急行運転開始[47]。

#### 2020年6月6日
- 特急「しもつけ」を廃止[49]。
- 日比谷線直通の座席指定列車「THライナー」の運行開始[49]。
- 伊勢崎線(館林以北)の列車(特急は除く)でワンマン運転開始[46]。

#### 2021年3月13日
- 最終列車の繰り上げ[50]。
- 特急列車の運転区間の短縮と運転取りやめ[51]。

#### 2022年3月12日
- 輸送力・運行形態の見直し[52]。
- 最終列車の繰り上げ[53]。

#### 2023年3月18日
- 特急の一部が南栗橋に停車[49]。

#### 2024年3月16日
- スペーシアXの増発[54]。
- 特急の増発と3両編成の特急の一部を6両編成に変更[55]。
- 竹ノ塚発着の日比谷線直通列車が草加に延長[56]。
- アーバンパークライナーの運転を取りやめ[57]。

#### 2025年3月15日
- 特急の一部が新高徳に停車[58]。

## 東上線系統のダイヤ改正の変遷

### 1960年代

#### 1962年12月9日
- 朝ラッシュ時には2分半間隔での運転[59]。
- 夕ラッシュ時には上福岡発着の列車を1本から5本に増発[59]。
- 昼間時に準急を増発[59]。
- 上福岡止まりの最終列車を川越市に延長 [59]。

#### 1965年5月17日
- 越生線の列車を4両編成化し、毎時2本での運行となる [4]。

#### 1967年9月11日
高坂～東松山間の複線化に伴うダイヤ改正。
- 新造車を投入し、乗車効率を平均化 [60]。

#### 1968年10月21日
- 8両編成の列車を増発[7]。

### 1970年代

#### 1971年3月1日
森林公園検修区の設置と森林公園駅の開業に伴うダイヤ改正。
- 特急と急行の新設 [61]。
- ラッシュ時において、8両編成の準急と急行の増発 [62]。

#### 1972年12月26日
- 川越電機乗務区、川越検車区を廃止し、坂戸電機乗務区、坂戸検車区を設置[63]。

#### 1973年10月29日
越生線でダイヤ改正。

#### 1974年8月6日
朝霞台駅の開業に伴うダイヤ改正。
- 急行の増発 [65]。

#### 1977年10月21日
みずほ台駅の開業と鶴ヶ島～坂戸間の複線化に伴うダイヤ改正。
- 10両編成の準急と8両編成の普通を増発 [66]。
- 急行の増発 [66]。
- 急行の増発 [66]。

#### 1979年11月8日
柳瀬川駅の開業に伴うダイヤ改正。
- 午前ラッシュ時に普通6本を10両編成化、普通4本を8両編成化 [66]。
- 午後ラッシュ時に急行１本を10両編成化、急行2本、準急4本を8両編成化 [66]。

### 1980年代

#### 1981年11月24日
- 一部の普通を10両編成化 [20]。

#### 1983年8月22日
- 朝ラッシュ時の輸送力の増強 [67]。

#### 1985年10月22日
- 朝ラッシュ時の輸送力の増強 [67]。

#### 1987年8月25日
営団有楽町線との直通運転開始と東上線(和光市～志木間)の複々線化完成に伴うダイヤ改正。
- 直通の普通列車が朝ラッシュ時に1時間に5本、昼間時と休日時に1時間に4本で運行し、10両編成での運行とした [68]。
- 直通の普通列車が朝ラッシュ時に1時間に5本、昼間時と休日時に1時間に4本で運行し、10両編成での運行とした [68]。
- 朝ラッシュ時に上りの通勤急行を7本新設[68]。
- 夕ラッシュ時の急行が8本に増強し、19時以降も毎時2本から3~4本での運行となった [68]。
- 越生線の一部で複線化が完成したことにより、朝ラッシュ時には、1時間に5本から6本に、昼間時には、3本から4本に増発された [69]。

#### 1989年10月24日
- 休日に秩父鉄道直通特急を復活 [30]。

### 1990年代

#### 1991年12月9日
- 深夜0時台に池袋発の準急2本、普通1本を新設し、最終列車を繰り下げた [34]。
- 朝ラッシュ時において、通勤急行、普通、有楽町線直通列車を各1本増発し、8両編成の普通1本を10両編成化した [34]。
- 17時～22時台において、急行と準急を合わせて、6本増発 [34]。
- 土曜ダイヤを導入 [32]。

#### 1993年11月15日
ふじみ野駅に伴うダイヤ改正。
- 最高速度が時速95kmから時速100kmにスピードアップし、所要時間が短縮[70]。
- 朝ラッシュ時に列車の増発と一部の列車を10両編成化[70]。

#### 1994年12月7日
- 有楽町線新線池袋に乗り入れ開始 [38]。

#### 1998年3月26日
- 急行が朝霞台に停車[71]。

### 2000年代

#### 2002年3月26日
森林公園～武蔵嵐山間の複線化に伴うダイヤ改正。
- つきのわ駅を新設。

#### 2005年3月17日
- 小川町～寄居間でワンマン運行開始[44]。

#### 2008年6月14日
東京メトロ副都心線との相互直通運転開始に伴うダイヤ改正。
- 「TJライナー」の運転開始[72]。
- 越生線でワンマン運転開始[72]。

### 2010年代

#### 2011年3月5日
- 平日の夕方ラッシュ時において、TJライナーを増発。
- 昼間時において、急行の運転間隔を12分間隔俊、準急の運転間を20分間隔とした。

#### 2013年3月16日
- 東京メトロ副都心線を介して、東急東横線、横浜高速鉄道みなとみらい線との相互直通運転開始[46]。

#### 2016年3月26日
- 副都心線直通の急行列車「Fライナー」の運転開始[47]。

#### 2019年3月16日
- 「川越特急」の新設[49]。
- 「TJライナー」を座席指定化した[49]。

### 2020年代

#### 2021年3月13日
- 最終列車の繰り上げ[73]。
- TJライナー2本を新設[74]。

#### 2023年3月18日
- 東急新横浜線、相鉄新横浜線・相鉄本線・相鉄いずみ野線との相互直通運転を開始[49]。

#### 2025年3月15日
- 朝ラッシュ時に、志木発池袋行きの普通1本が川越市発池袋行きの準急に変更[75]。
- 夕夜間ラッシュ時に、池袋行きの準急を平日時に2本、土曜休日時に1本新設[76]。
- 日中時に、準急2本を急行に変更し、急行の運転間隔を10分間隔での運行となった[77]。
- 土曜休日の早朝時に湘南台行きの副都心線直通の急行を快速急行に変更[78]。